# TRESemmé
TRESemmé — американский бренд средств по уходу за волосами, основанный в 1947 году компанией Godefroy Manufacturing Company на Манхэттене, город Нью-Йорк, штат Нью-Йорк. Он был назван в честь известного эксперта по уходу за волосами Эдны Л. Эмме. Название бренда представляет собой фонетическое написание слова «возлюбленный» (фр. très-aimé), которое включает в себя фамилию своего тёзки.
Продукция TRESemmé изначально продавалась только для салонов красоты. В 1968 году бренд TRESemmé был приобретён компанией Alberto-Culver, а с 2010 года бренд принадлежит компании Unilever.

## История
Бренд TRESemmé был основан в 1947 году компанией Godefroy Manufacturing, а в 1968 году он был приобретён компанией Alberto-Culver — производителем средств по уходу за волосами и кожей. Первоначальное намерение состояло в том, чтобы распространять продукцию бренда только в салонах красоты, однако по мере того как продукция становилась всё более популярной, её продажи начались в супермаркетах и аптеках.
В 2010 году бренд TRESemmé был приобретён компанией Unilever — англо-голландской транснациональной компанией по производству товаров народного потребления. В то время продукция была доработана; в неё было добавлено побольше продуктов.

## Ассортимент продукции
TRESemmé создаёт формулы, подходящие для разных типов волос. Продукция бренда включает в себя шампуни и кондиционеры, сухие шампуни, муссы, гели, лаки для волос, крем и молоко (англ. crème & milk), а также другие спреи для укладки. Продукция TRESemme используется в парикмахерских в США, Канаде, Великобритании и Азии, в частности, для восстановления волос (англ. hair repair treatment) после термических повреждений, вызванных утюжком и сушкой феном.
По состоянию на 2014 год, программный инструмент под названием «PROfiler» на веб-сайте TRESemmé позволил потребителям найти подходящие продукты для своих волос. По состоянию на 2018 год, инструмент больше не был доступен.

## Реклама
В 2004 году бренд TRESemmé потратил на рекламу около 17 миллионов долларов США. По состоянию на 2006 год, рекламная кампания включала одну рекламу, продвигаемую под рубрикой «Профессионально, доступно» (англ. Professional, Affordable).

## Споры о расизме в Южной Африке
В августе 2020 года бренд TRESemmé был обвинён в расизме, когда его маркетинговая кампания в южноафриканской розничной сети Clicks запустила рекламу, показывающую тексты «тусклый и вьющийся» (англ. dull and frizzy) и «сухой и повреждённый» (англ. dry and damaged) под портретом чернокожей модели, в то время как тексты «тонкий и плоский» (англ. fine and flat) и «нормальный» (англ. normal) появились под белой моделью. После возмущения по всей Южной Африке против Clicks и TRESemmé, акции протеста, повреждения некоторых магазинов Clicks членами южноафриканской политической партии «Борцы за экономическую свободу» (БЭС; англ. Economic Freedom Fighters, EFF) и призыва министра по развитию малого бизнеса Кхумбудзо Нтшавхени удалить всю продукцию TRESemmé, Clicks принесла извинения и временно закрыла ряд своих магазинов. Персонал, ответственный за утверждение рекламы, был отстранён от работы, а вся продукция TRESemmé была убрана. Местные бренды гарантировали заполнить пробел своими средствами по уходу за волосами.
Национальные розничные сети Shoprite/Checkers, Pick n Pay, Makro, Dis-Chem и Woolworths также объявили о намерении убрать со своих полок всю продукцию TRESemmé. 10 сентября 2020 года EFF опубликовал в социальной сети Twitter совместное заявление с Unilever South Africa, в котором обе компании объявили о решении Unilever удалить всю свою продукцию TRESemmé из всех розничных магазинов на 10 дней в качестве демонстрации раскаяния, провести внутреннее расследование кампании и принять дисциплинарные меры в отношении тех, кто в ней участвует. В заявлении также говорится, что руководитель, участвовавший в кампании, покинул компанию и страну.
Намерение, стоящее за вредоносной рекламой, не всегда рассматривается как намеренно (англ. purposely) злонамеренное, и ни Clicks, ни TRESemmé не считают расовый подтекст TRESemmé преднамеренным. В сентябре 2020 года бренд TRESemmé принёс извинения, заявив, что «кампания была направлена на то, чтобы отметить красоту всех типов волос и спектр решений, которые предлагает TRESemmé» (англ. the campaign set out to celebrate the beauty of all hair types and the range of solutions that TRESemmé offers) и что персонал «ошибся» (англ. we got it wrong). Комментируя споры, чернокожий телеведущий Сомизи Мхлонго сказал, что в рекламе TRESemmé может быть доля правды, отметив: «Волосы, которые они показали, — это волосы, которые выглядят так, как будто мы расслабляем волосы. Мои волосы сейчас не естественные, на них есть химикаты, они повреждены» (англ. The hair that they showed is the hair that looks like what happens when we relax our hair. My hair right now is not natural, it has chemicals, it’s damaged).

## Mercedes-Benz New York Fashion Week
В феврале 2006 года в Нью-Йорке TRESemmé являлся официальным спонсором по уходу за волосами на мероприятии Mercedes-Benz Fashion Week 2014.
Бренд TRESemmé создал команду под названием «Runway Insiders», в которую вошла американская модель и диджей Харли Вьера-Ньютон.

## Награды
Бренд TRESemmé получил следующие награды:
- Cosmopolitan Beauty Award 2010[16]
- Allure Best of Beauty Award 2010[17]
- Cosmopolitan Beauty Award 2011[18]
- Elle Beauty Award 2011[18]
- Allure Readers' Choice Breakthroughs 2011[19]